# 萩原千代
萩原 千代（はぎわら ちよ、1979年7月11日 - ）は日本のピアニスト。日本におけるカール・フィルチュ（ルーマニアの作曲家・ピアニスト）研究の第一人者。

## 人物
ピアノを藤澤弥生、木村徹、尾崎晋也、吉田豊、小林仁、純子 マッサーリア、Csíky Boldizsár, Csíky Boldizsár Jr.に師事。作曲をCsíky Boldizsár に師事。
2010年と2012年の2回に亘り「カール・フィルチュの世界」と題し、旧東京音楽学校奏楽堂にて日本初演となるリサイタルを開催。2016年6月にはデビューアルバムであり日本初盤となる「カール・フィルチュの世界」を発表。2018年8月には2枚目で世界初盤となる「カール・フィルチュの世界II」を発表した。祖父は挿絵画家の冨賀正俊。
2023年5月、ルーマニア ・セベシュ（カール・フィルチュ生誕地）にて行われた“Musical Days Carl Filtsh”に招かれリサイタルを開催。カール・フィルチュ研究の功績を称えられ、セベシユ市より“Distinction of Excellence”（特別優秀賞）を授与された。同年11月ルーマニア/クルージュ・ナポカのバベシュ・ボヤイ大学文学部日本語学科教授Rodica FrentiuにJAPANESE CULTURE DAYの際、ピアニスト/特別講師として招かれ演奏、講義をする。2024年5月、第44回ルチアン・ブラガ国際フェスティバルとカール・フィルチュ・ミュージックデイズに招聘されリサイタルを開催。カール・フィルチュ研究の功績とルチアン・ブラガのプロモーションの功績を称えられ、ルーマニア・セベシュ市より“Honorary Citizen”（名誉市民）の称号を授与された。

## 経歴
- 1992年3月 - 成美学園小学校（現：青山学院横浜英和小学校）卒業
- 1995年3月 - 成美学園女子中学校（現：青山学院横浜英和中学校）卒業
- 1998年3月 - 成美学園女子高等学校（現：青山学院横浜英和高等学校）卒業
- 2003年3月 - 東京音楽大学音楽学部音楽学科器楽専攻ピアノ 卒業
- 2003年4月 - ルーマニア国立トゥルグムレシュ交響楽団とのピアノコンチェルトでピアニストとしてデビュー。
- 2010年11月 - カール・フィルチュの世界と題し、日本初演となるリサイタルを旧奏楽堂にて開催。（東京）
- 2012年2月 - カール・フィルチュの世界Vol.2と題し、日本初演となるリサイタルを旧奏楽堂にて開催。（東京）
- 2016年6月 - カール・フィルチュの世界～ショパンの愛弟子 若き天才作曲家～をリリース。（日本初盤）
- 2018年3月 - Chiyo Hagiwara ピアノリサイタルを、ルーマニア各都市（サツマーレ・シギショアラ・オドルヘイ・クルージュ）にて開催。
- 2018年8月 - カール・フィルチュの世界II〜ショパンの愛弟子 若き天才作曲家～をリリース。（世界初盤）
- 2019年9月 - ルーマニアを代表する作曲家、ジョルジュ・エネスクも招かれ演奏したシナイアのペレシュ城でピアノリサイタルに招かれ演奏する。また、ルーマニア各都市（クルージュ・オドルヘイ・ブカレスト）にて演奏会を開催。
- 2020年11月 - カール・フィルチュ生誕190周年記念リサイタルを開催。(兵庫・東京)
- 2022年6月 - 音と色の魔術師 萩原千代の新境地と題した完全オリジナル曲のピアノリサイタルを開催。(東京)
- 2022年9月 - "恋するこころ"CD発表記念コンサートを開催。(東京)
- 2022年9月 - 萩原千代ピアノリサイタルを日本とルーマニアで開催。(神奈川・鹿児島・ルーマニア)
- 2022年9月 - ルーマニア国立トゥルグムレシュ交響楽団とバッハチェンバロコンチェルトを共演。(BWV1058)
- 2023年9月 - ルーマニア国立トゥルグムレシュ交響楽団とバッハチェンバロコンチェルトを共演。(BWV1055)
- 2023年5月 - ルーマニア ・セベシュ（カール・フィルチュ生誕地）にて行われた”Musical Days Carl Filtsh “に招かれリサイタルを開催。カール・フィルチュ研究の功績を称えられ、セベシユ市より“Distinction of Excellence “（特別優秀賞）を授与された。
- 2023年 - デビュー20周年記念ピアノリサイタルをルーマニアと日本の各地で開催。(鹿児島/東京/大阪/シギショアラ/セベシュ)
- 2023年9月 - ルーマニア国立トゥルグムレシュ交響楽団とバッハチェンバロコンチェルトを共演。(BWV1055)
- 2023年11月 - ルーマニア/クルージュ・ナポカのバベシュ・ボヤイ大学文学部日本語学科教授のRodica FrentiuにJAPANESE CULTURE DAYの際、ピアニスト/特別講師として招かれ演奏、講義をする。
- 2024年5月 - 第44回ルチアン・ブラガ国際フェスティバルとカール・フィルチュ・ミュージックデイズに招聘されリサイタルを開催。カール・フィルチュ研究の功績とルチアン・ブラガのプロモーションの功績を称えられ、ルーマニア・セベシュ市より“Honorary Citizen”（名誉市民）の称号を授与された。

## ピアノコンチェルト
尾崎晋也の指揮の元、ルーマニア国立トゥルグムレシュ交響楽団、同国立ディヌ・リパッティー交響楽団と共演を重ねる。
- 2003年4月 - ルーマニア国立トゥルグムレシュ交響楽団とモーツァルトピアノコンチェルト (KV459) を共演。（ルーマニア）
- 2003年9月 - ルーマニア国立トゥルグムレシュ交響楽団とモーツァルトピアノコンチェルト (KV491) を共演。（ルーマニア）
- 2004年4月 - ルーマニア国立トゥルグムレシュ交響楽団とモーツァルトピアノコンチェルト(KV453)を共演。（ルーマニア）
- 2006年4月 - ルーマニア国立トゥルグムレシュ交響楽団とモーツァルトピアノコンチェルト (KV503) を共演。（ルーマニア）
- 2006年9月 - ルーマニア国立ディヌ・リパッティー交響楽団とモーツァルトピアノコンチェルト (KV467) を共演。（ルーマニア）
- 2007年4月 - ルーマニア国立トゥルグムレシュ交響楽団とモーツァルトピアノコンチェルト (KV271) を共演。（ルーマニア）
- 2010年3月 - ルーマニア国立ディヌ・リパッティー交響楽団とモーツァルトピアノコンチェルト (KV467) を共演。（ルーマニア） 駐留日本大使館の後援によりルーマニア国内でテレビ放映。
- 2010年9月 - ルーマニア国立トゥルグムレシュ交響楽団とモーツァルトピアノコンチェルト (KV491) を共演。（日本・ルーマニア文化交流コンサート/ルーマニア）
- 2011年4月 - ルーマニア国立ディヌ・リパッティー交響楽団とモーツァルトピアノコンチェルト (KV595) を共演。（ルーマニア）
- 2012年4月 - ルーマニア国立ディヌ・リパッティー交響楽団とバッハチェンバロコンチェルト (BWV1052) を共演。（ルーマニア）
- 2014年4月 - ルーマニア国立ディヌ・リパッティー交響楽団とバッハチェンバロコンチェルト (BWV1053) を共演。（ルーマニア）
- 2014年9月 - ルーマニア国立トゥルグムレシュ交響楽団とバッハチェンバロコンチェルト (BWV1053) を共演。（日本・ルーマニア文化交流コンサート/ルーマニア）
- 2015年2月 - ルーマニア国立ディヌ・リパッティー交響楽団とバッハチェンバロコンチェルト (BWV1054) を共演。
- 2015年9月 - ルーマニア国立トゥルグムレシュ交響楽団とバッハチェンバロコンチェルト(BWV1054)を共演。（日本・ルーマニア文化交流コンサート/ルーマニア）
- 2016年2月 - ルーマニア国立ディヌ・リパッティー交響楽団とバッハチェンバロコンチェルト (BWV1055) を共演。
- 2016年9月 - ルーマニア国立トゥルグムレシュ交響楽団とバッハチェンバロコンチェルト(BWV1052)を共演。（日本・ルーマニア文化交流コンサート/ルーマニア）
- 2017年2月 - ルーマニア国立ディヌ・リパッティー交響楽団とバッハチェンバロコンチェルト(BWV1056)を共演。（ルーマニア）
- 2018年3月 - ルーマニア国立ディヌ・リパッティー交響楽団とバッハチェンバロコンチェルトを共演。(BWV1057)
- 2018年9月 - ルーマニア国立トゥルグムレシュ交響楽団とバッハチェンバロコンチェルトを共演。(BWV1056)
- 2019年2月 - ルーマニア国立ディヌ・リパッティー交響楽団とバッハチェンバロコンチェルトを共演。(BWV1058)
- 2019年9月 - ルーマニア国立トゥルグムレシュ交響楽団とバッハチェンバロコンチェルトを共演。(BWV1057)
- 2020年2月 - ルーマニア国立ディヌ・リパッティー交響楽団とバッハチェンバロコンチェルトを共演。(BWV1059) この時バッハチェンバロ全曲完奏。(ルーマニア)
- 2022年9月 - ルーマニア国立トゥルグムレシュ交響楽団とバッハチェンバロコンチェルトを共演。(BWV1058)
- 2023年9月 - ルーマニア国立トゥルグムレシュ交響楽団とバッハチェンバロコンチェルトを共演。(BWV1055)

## CDリリース
- 2016年6月 - フィルチュの日本初盤となるCD『ショパンの愛弟子 若き天才作曲家 カール・フィルチュの世界』を発表。その中の数曲がNHK『クラシックの迷宮』で放送された。また、そのCDに関する情報は、日本経済新聞文化面でに大きく取り上げられ、他音楽雑誌にも数多く取り上げられている[要文献特定詳細情報]。
- 2017年4月 - CD ビルボード・ジャパン・トップ・アルバム1位。
- 2018年8月 - 2枚目のCD『ショパンの愛弟子 若き天才作曲家 カール・フィルチュの世界II』を発表。
- 2018年 - クラシック音楽のレコードの月刊誌『レコード芸術』9月号にて準推薦盤に選ばれる。
- 2019年9月 - 自身初のオリジナル曲 ピアノ組曲『詩と舞』『海』を発表。
- 2021年3月 - 自身オリジナル演奏スタイルで考案した千尊鐘の初CD『千尊鐘・天岩戸』を発表。
- 2022年9月 - 竹久夢二の詩に付曲した自身オリジナル歌曲『恋するこころ』を発表

## 千尊鐘
"千代"こと、萩原千代は、夭折の天才作曲家カール・フィルチュ作品の日本での第一人者として注目されているピアニストである。2020年より久乗おりんを使って独自のスタイルで演奏する千尊鐘(せんぞんしょう)の第一人者。日本で古くから親しまれている鈴(りん)と、さまざまな楽器と組み合わせた自由な現代音楽を創り出している。2021年3月に千尊鐘初のオリジナルCD "千尊鐘""組曲 天岩戸"を発表。2024年3月に行われた鹿兒島神宮での奉納演奏は「鯛車の修復完了記念演奏会」として南日本新聞の記事に取り上げられ話題となった。同年5月にはルーマニア/セベシュで開催される第44回ルチアン・ブラガ国際フェスティバルに招聘され演奏。2023年3月、オンラインコンテスト "岡山杯" 入選。同年11月、イギリス国際音楽コンクール ナショナルミュージック部門絶対一等賞受賞。2024年1月、国際クラシック音楽スターコンペティション トラディショナルミュージック部門一等賞受賞。同年2月、第4回ルガーノ国際音楽コンクールパーカッション部門一等賞受賞。作曲をCsíky Boldizsárに師事。

## その他の活動
- 「かのやばら園」（鹿児島）での“世界の野ばら 91曲全曲演奏”や、同地で瀬戸口藤吉コンサートを開催している。また、ミュージカルや海上自衛隊に嘱託され「第1航空隊隊歌」（2009年）などを作曲している。
- 2021年8月、京都にて、辻本光男写真工房にて、自身初の絵画個展〜冨賀千代 絵画写真展〜を開催。
- 2023年3月、エッセイ作品、第2回朝日新聞Reライフ文学賞短編部門 入選。
- 2023年5月、北斗書房 エッセイコンテスト 入選。

## 表彰
- 2017年11月、神奈川県大和市より、大和市文化芸術顕彰 文化芸術未来賞を受賞。
- 2019年6月、フランス国際ピアノコンクールグランプリファイナル アーティス ティックエクセレント部門 3位入賞。
- 2023年3月、オンラインコンテスト "岡山杯" 入選。
- 2023年5月、ルーマニア ・セベシュ（カール・フィルチュ生誕地）で行われた“Musical Day Carl Filtsch”にてカール・フィルチュ研究の功績を称えられ、セベシユ市より“Distinction of Excellence”（特別優秀賞）を授与された。
- 2023年11月、イギリス国際音楽コンクール ナショナルミュージック部門絶対一等賞受賞。
- 2023年12月、エウテルペ音楽賞プロフェッショナルピアノ部門特別賞受賞。
- 2024年1月、国際クラシック音楽スターコンペティション トラディショナルミュージック部門一等賞受賞。
- 2024年2月、第4回ルガーノ国際音楽コンクールパーカッション部門一等賞受賞。
- 2024年5月、第44回ルチアン・ブラガ国際フェスティバルにてカール・フィルチュ研究の功績とルチアン・ブラガのプロモーションの功績を称えられ、ルーマニア・セベシュ市より“Honorary Citizen”(名誉市民)の称号を授与された。